# The Legend of Zelda: Skyward Sword
The Legend of Zelda: Skyward Sword (ゼルダの伝説 スカイウォードソード?, Zeruda no Densetsu: Sukaiwōdo Sōdo) è un videogioco della serie The Legend of Zelda pubblicato nel 2011 per Wii dalla Nintendo. Fu annunciato il 15 giugno 2010 all'Electronic Entertainment Expo di Los Angeles. Per giocare è necessario l'utilizzo della periferica Wii MotionPlus, che permette una ricezione dei movimenti meglio calibrata.
Del gioco è uscita una versione in HD per Nintendo Switch.

## Trama
Nella cronologia della serie, Skyward Sword è un prequel di tutti i videogiochi della saga. Link, il protagonista, è nato e cresciuto a Oltrenuvola, un'isola galleggiante sopra le nuvole. Una leggenda racconta che all'alba dei tempi la Dea Hylia vegliasse sulla Terra, ma Mortipher, un'entità malvagia, attaccò il mondo con i suoi demoni. Per salvare gli umani, la Dea innalzò in cielo Oltrenuvola e altre piccole isole. In seguito sconfisse Mortipher e lo sigillò sulla Terra. Gli abitanti di Oltrenuvola, però, credono che questa sia soltanto una leggenda e ritengono che non esista nulla al di sotto delle nuvole.
Link è un allievo della Scuola d'Armi, i cui cavalieri sorvegliano Oltrenuvola cavalcando enormi uccelli detti Solcanubi (uccelli molto simili a dei Becchi a scarpa.) La storia inizia in un giorno di festa, l'esame degli allievi, che consiste in una gara a bordo dei Solcanubi. Prima del grande evento Link si incontra con Zelda, la sua amica d'infanzia, ma scopre che il suo Solcanubi è stato catturato da Bado, un altro allievo, geloso del forte legame esistente tra Link e Zelda. Per liberare il suo Solcanubi, Link ottiene una spada dal Primo cavaliere, riesce a recuperare in tempo il Solcanubi e a vincere la gara. Dopo la cerimonia di premiazione, Link fa una cavalcata nei cieli con Zelda, ma improvvisamente compare un tornado, che inghiotte Zelda. Durante l'avvenimento Link sviene, ma nel sonno scorge una figura dalle fattezze femminili, sebbene non umana. Svegliatosi in piena notte, vede la figura del suo sogno, che lo conduce all'interno dell'enorme statua della Dea Hylia che svetta maestosa su Oltrenuvola. Qui la figura si presenta: è Faih, lo spirito di una spada lasciata dalla Dea all'eroe prescelto.
Faih rivela a Link che Zelda è ancora viva, ma si trova al di sotto delle nuvole, sulla Terra. Presa la nuova spada, Link vi si dirige e scopre il Santuario dell'Esilio, dove incontra un'anziana signora, la saggia che veglia sulla Terra dell'Esilio. In seguito Link raggiunge la Foresta di Firone, una selva abitata da creature vagamente somiglianti ai kiwi, ma con una pianta sulla schiena: i Kyuri. Link incontra il loro capo, che gli chiede di trovare gli altri Kyuri, dispersi nella foresta dopo l'attacco di alcuni mostri. Terminata la ricerca, il saggio dei Kyuri dona a Link la Fionda, con la quale potrà accedere al luogo dove Faih ritiene che si trovi Zelda: il Santuario del Cielo. Nei meandri di questo dungeon Link incontra Ghiraim, che lo sfida, venendo però sconfitto. Link accede alla Fonte del Cielo, ma Zelda si è già diretta verso le Terre di Oldin. Link la segue in questa landa vulcanica dove incontra i Mogma, creature abili a scavare sottoterra e avide di tesori. Ottenendo da loro i Talpoguanti, Link entra, dopo averne ricomposto la chiave, nel Santuario della Terra, dove incontra nuovamente Ghiraim che gli scatena contro Occhio di Fuoco, il boss del dungeon, ma Link trionfa nuovamente e accede alla Fonte della Terra. Qui incontra Zelda, la quale è accompagnata da una donna, Impa, che si definisce Servitrice della Dea. Tuttavia le due ripartono subito dopo.
Sulle loro tracce Link si dirige nelle terre di Ranel, anticamente floride e abitate da robot, ma ora ridotte a un deserto desolato. Per accedere al Santuario del Tempo, il luogo nel quale si trova Zelda, Link passa attraverso il terzo dungeon, l'Opificio di Ranel, dove deve sconfiggere Skorpyo. Raggiunto il Santuario, i tre (Link, Zelda e Impa) vengono attaccati da Ghiraim. Link riesce ad intralciarlo quanto basta perché le due possano fuggire, ma poco prima di scappare Zelda consegna a Link un'arpa, la Lira della Dea. In seguito, dietro consiglio di Faih, Link torna al Santuario dell'Esilio, dove scopre che è stato prescelto dalla Dea per una missione i cui dettagli gli saranno rivelati da Zelda stessa, che si è rifugiata con Impa nel mondo del passato; per accedervi Link deve varcare la Porta del Tempo, che si aprirà quando la spada di Link si sarà purificata con l'ausilio delle tre Fiamme Sacre. Subito dopo, una creatura oscura riesce a rompere il proprio sigillo in prossimità del Santuario dell'Esilio, e tocca a Link sconfiggerla e ripristinare il sigillo. Quella creatura è il Recluso, una terribile bestia risalente ai tempi più remoti.
Link torna a Oltrenuvola, ed eseguendo una melodia insegnatagli dalla saggia entra nel Cumulonembo, una zona prima inaccessibile. Qui scopre l'Isola delle Melodie, ove apprenderà tre nuove melodie che gli permetteranno di accedere man mano ad altrettante prove. Link quindi si dirige nelle aree già visitate, entrando in nuovi dungeon e ottenendo ogni volta una Fiamma Sacra (la Fiamma di Farore nell'Antico Sacrario dopo aver vinto Malgare, la Fiamma di Nayru nel Galeone delle Sabbie dopo aver battuto Meduclope e la Fiamma di Din nel Grande Santuario Antico dopo aver sconfitto per la seconda volta Ghiraim). Link si reca allora al Santuario dell'Esilio, dove il Recluso si risveglia per la seconda volta e viene imprigionato di nuovo (anche grazie all'aiuto di Bado, che ha costruito la Badopulta, ovvero una catapulta che lancia enormi bombe). Link apre la Porta del Tempo e incontra Zelda, la quale gli rivela la verità: lei è la reincarnazione della Dea, e il Recluso è in realtà Mortipher, che cerca continuamente di spezzare l'antico sigillo; la missione di Link è quella di dimostrare di essere l'eroe prescelto ed ottenere la Triforza, e con questa distruggere Mortipher. Poi Zelda si assopisce per rafforzare il sigillo, e così rimarrà tale fino a che Mortipher non sarà sconfitto definitivamente.
Nel Cumulonembo Link incontra Narisha, il Grande Spirito Celeste, e sconfigge il parassita Drosera, che lo affliggeva. Narisha rivela a Link che per accedere all'ultima prova, la quale gli aprirà la via per la Triforza, deve ottenere le tre parti della Melodia dell'Impavido, conservata da tre draghi: Firone (che già conosceva), Oldin e Ranel. Dopo varie peripezie Link riesce a eseguire la Melodia dell'Impavido e, superando l'ultima prova, accede alla Torre del Cielo, il dungeon nel quale è conservata la Triforza. Dopo averla ottenuta, l'Isola della Dea torna sulla Terra schiacciando il Recluso (che ha rotto il sigillo di nuovo) e lo distrugge definitivamente grazie al potere della Triforza. Quando sembra che tutto sia finito, Ghiraim rapisce Zelda e la porta nel passato, per utilizzarla nel rito che farà rinascere Mortipher. Link lo insegue e lo sconfigge un'altra volta, ma Ghiraim (che rivela di essere lo spirito di una spada, come Faih) riesce nel suo intento. Mortipher dunque rinasce e sfida Link a un duello all'ultimo sangue (dove Mortipher usa Ghiraim come spada). Dopo la terribile battaglia, il Re dei demoni viene sconfitto, ma scaglia una maledizione contro Link e Zelda dicendo che il suo odio per loro non cesserà mai. Faih dice addio a Link, mentre Zelda chiede a Impa di venire nel presente, ma lei rifiuta. Tornati nel loro mondo, incontrano l'anziana, che si rivela essere la stessa Impa, ormai irriconoscibile per i segni dell'età, e che si dissolve sotto ai loro occhi. Infine Zelda comunica a Link che vuole rimanere sulla Terra, e Link le sorride, lasciando intendere che resterà insieme a lei.

## Modalità di gioco

Screenshot del gioco

Il gameplay di Skyward Sword si discosta dal tradizionale alternarsi di overworld ed esplorazione dei dungeon, tipico della serie The Legend of Zelda, amalgamando i luoghi più di quanto non si sia fatto con gli altri giochi della serie. Il sistema di controllo è stato modificato, con l'utilizzo del Wii MotionPlus per controllare la spada e gli altri strumenti a disposizione dell'eroe con movimenti in scala 1:1. A differenza dei precedenti titoli, le battaglie non si concentrano esclusivamente sulla tempistica degli attacchi, ma ha anche importanza il punto in cui vengono colpiti i nemici. Oltre alla spada, ci sono altri oggetti quali uno scarabeo meccanico volante, utile per prendere oggetti da lontano, una frusta, una fionda e un arco, tutti controllabili con il Wii MotionPlus. È stato introdotto un sistema di crafting che, mediante la raccolta di oggetti rinvenibili da nemici sconfitti o dal suolo in luoghi per lo più nascosti, permette di potenziare strumenti come lo scudo e l'arco, oppure di incrementare gli effetti di una varietà di pozioni, catturando insetti particolari. Un misuratore di resistenza (vigore) permette di scattare e correre sulle pareti. Bere le pozioni non intralcia più i movimenti del protagonista, e ora le mappe sono più semplici da leggere, rendendo così più semplice orientarsi nelle varie ambientazioni. Il giocatore ha la possibilità di disattivare l'HUD.

## Sviluppo

Artwork di Skyward Sword dall'E3 2009

Durante alcune interviste, Nintendo dichiarò che il gioco aveva tempi di sviluppo elevati ed era in lavorazione da ormai cinque anni. La rivista Destructoid fece poi notare che questo gioco ha una longevità molto superiore rispetto ad Ocarina of Time.
Nel mese di aprile 2008, Shigeru Miyamoto aveva dichiarato che il team di Zelda era in lavorazione su nuovi giochi. La notizia venne poi confermata all'E3 di quello stesso anno, e fu annunciato un nuovo capitolo della serie per Wii. Tuttavia, nei mesi a venire, la Rivista Ufficiale Nintendo dichiarò che il gioco era ancora in fase di sviluppo e che non ci sarebbe stata ancora nessuna notizia sino all'E3 del 2009.
Seppur il gioco non sia stato presentato all'E3 2009, vennero comunque dichiarate alcune informazioni rilevanti. Non solo venne spiegato che forse il gioco avrebbe usufruito del Wii MotionPlus, ma anche che sarebbe stato presentato durante l'E3 2010. In tale occasione venne anche mostrato un artwork raffigurante un Link adulto che dà le spalle ad una figura misteriosa. Venne quindi svolta un'intervista a Miyamoto, che però non lasciò trapelare informazioni sul videogioco. Nei mesi a seguire il magazine IGN notò una strana somiglianza tra la figura alle spalle di Link e la Spada Suprema, ipotizzando che potesse essere una personificazione della spada. Nel febbraio 2010 il presidente di Nintendo, Satoru Iwata, confermò la futura presentazione ufficiale del nuovo Zelda all'E3 2010.
Nel numero di febbraio della rivista Famitsu, Eiji Aonuma, director del gioco, confermò l'utilizzo del Wii Motion Plus nel gioco e dichiarò che secondo lui il gioco, grazie ad esso, sarebbe stato molto più preciso nei movimenti. Il presidente di Nintendo of America, Reginald Fils-Aime, in un'intervista dichiarò anche: “Attualmente il gioco è ancora in sviluppo, ma penso che quando verrà commercializzato sarà perfetto”.
Alla conferenza stampa di Nintendo all'E3 del 15 giugno 2010 è stato annunciato che il sottotitolo del videogioco è Skyward Sword e che la sua pubblicazione sarebbe potuta essere ritardata al 2011. La presentazione ha anche rivelato un ibrido di elementi grafici presi da Twilight Princess e The Wind Waker, con uno stile conseguentemente simile a un dipinto che prende vita (lo stesso creatore Shigeru Miyamoto ha asserito di essersi ispirato ai quadri impressionisti, in particolare a Paul Cézanne). Analogamente a Super Mario Galaxy e il suo sequel, è stato confermato l'utilizzo della musica orchestrale anche per Skyward Sword.
Il 7 giugno 2011, in occasione dell'annuale conferenza dell'E3, è stata annunciata l'uscita in tutto il mondo nel periodo autunnale del 2011. Il 17 agosto, durante il GamesCom tenutosi a Colonia, è stata annunciata la pubblicazione per il 18 novembre 2011 in Europa, e per il 20 novembre in Nord America. Oltre all'edizione standard, sono uscite un'edizione speciale, contenente il CD di alcune musiche tratte dal concerto orchestrale The Legend of Zelda 25th Anniversary Symphony Concert, e un'edizione limitata, contenente, oltre al CD, anche un Wii Remote Plus color oro. In varie interviste Eiji Aonuma ha dichiarato che quello di Skyward Sword è stato lo sviluppo più lungo ed arduo nella storia della serie; inoltre ha dichiarato d'essersi ispirato a vari giochi per Nintendo Wii, tra cui Wii Sports Resort e Metroid Prime Trilogy.

## Accoglienza
| Testata                            | Giudizio                         |
| ---------------------------------- | -------------------------------- |
| 1UP.com                            | B+                               |
| Computer and Video Games           | 9.8/10                           |
| Edge                               | 10/10                            |
| Electronic Gaming Monthly          | 8.5                              |
| Eurogamer                          | 10/10                            |
| Famitsū                            | 40/40                            |
| Game Informer                      | 10/10                            |
| Game Revolution                    | A                                |
| GamesMaster                        | 96%                              |
| GameSpot                           | 7.5/10                           |
| GamesTM                            | 9/10                             |
| GamesRadar                         | 9/10                             |
| GameTrailers                       | 9.1/10                           |
| IGN                                | 10/10                            |
| Nintendo Power                     | 9.5/10                           |
| Nintendo World Report              | 10/10                            |
| Official Nintendo Magazine         | 98%                              |
| X-Play                             | 4/5                              |
| Destructoid                        | 9.5/10                           |
| Machinima                          | 9.5/10                           |
| Wired                              | 10/10                            |
| Joystiq                            | 4.5/5                            |
| The Daily Telegraph                | 5/5                              |
| Metro GameCentral                  | 10/10                            |
| The Guardian                       | 5/5                              |
| GameRankings (media al 2012-03-04) | 93.34% (basato su 56 recensioni) |
| Metacritic (media al 2012-03-04)   | 93/100 (basato su 81 recensioni) |

Skyward Sword ha ottenuto risultati di critica eccezionali: molti siti o riviste di critica gli hanno dato il massimo punteggio, come IGN, Eurogamer, Famitsū, Nintendo World Report, Edge, Game Informer ed altri. In particolare, il sito IGN, che ha attribuito al gioco il voto 10/10, lo ha commentato come "il miglior videogioco per Wii ed il miglior Zelda di sempre". La rivista giapponese Famitsu l'ha valutato 40/40; precedentemente nella serie solo Ocarina of Time e The Wind Waker potevano vantarsi di aver ricevuto il voto più alto in assoluto. La rivista Nintendo la Rivista Ufficiale, che lo ha valutato 10/10, ha definito il gioco «il miglior Zelda dai tempi di Majora». Meno positivo è stato Gamespot, che ha valutato il gioco 7,5/10, criticandone l'eccessiva linearità e i controlli e affermando che l'esperienza fosse fin troppo familiare.